# Anything You Say
"Anything You Say" är en låt av det svenska skabandet Chickenpox. Låten utgör öppningsspåret på bandets debutalbum At Mickey Cohen's Thursdaynight Pokergame (1996), men utgavs även som CD-singel samma år.
Skivan spelades in mellan mars och april 1996 i studion Toodle Recordings. Jörgen Wärnström och Michael Blair agerade tekniker. Blair var även producent. Skivan mixades av PJ Widestrand i Dream Machine och mastrades av Björn Engelmann i Cutting Room. Omslagsfotot togs av Anton H Le Clerq och omslaget formgavs av Niklas Wendt.
B-sidospåren "Wasting Time" och "Chickenpox" var tidigare outgivna.

## Låtlista
1. "Anything You Say"
2. "Wasting Time"
3. "Chickenpox"

## Medverkande musiker
- Mattias Ahlén - sång
- Martin Johansson - saxofon
- Morgan Libert - bas
- Staffan Palmberg - trombon
- Per Törnquist - orgel, gitarr
- Peter Swedenhammar - trummor
- Max B Uvebrandt - gitarr, sång

### Fotnoter
1. 1 2  ”Anything You Say”. Discogs.com. http://www.discogs.com/Chickenpox-Anything-You-Say/release/1463025. Läst 17 april 2012.
2. ↑  ”Chickenpox”. Burning Heart Records. http://www.burningheart.com/bands/index.php?id=140&bio=2. Läst 17 april 2012.